# Кравцовское сельское поселение
Кравцовское сельское поселение — упразднённое муниципальное образование в Ольховатском районе Воронежской области.
Административный центр — хутор Лимарев.

## География
| Входящие в состав поселения хутора | Расстояние (км) до центра поселения | Расстояние (км) до районного центра |
| ---------------------------------- | ----------------------------------- | ----------------------------------- |
| Лимарев                            | Центр                               | 23                                  |
| Кравцовка                          | 2                                   | -                                   |
| Новогеоргиевка                     | 5                                   | -                                   |
| Новодмитриевка                     | 3                                   | -                                   |

## История
Законом Воронежской области от 2 октября 2013 года № 118-ОЗ, Марьевское, Марченковское и Кравцовское сельские поселения преобразованы путём объединения в Марьевское сельское поселение с административным центром в слободе Марьевка.

## Административное деление
В состав поселения входили:
- хутор Лимарев,
- хутор Кравцовка,
- хутор Новогеоргиевка,
- хутор Новодмитриевка.